# Alex Oundu
Alex Oundu est un boxeur kényan né le 10 décembre 1943.

## Carrière
Aux Jeux olympiques d'été de 1964 à Tokyo, Alex Oundu est éliminé au troisième tour par le Polonais Józef Grudzień.
Dans cette même catégorie, il est médaillé de bronze aux Jeux africains de Brazzaville en 1965. 